# Lernanthropus musca
Lernanthropus musca is een eenoogkreeftjessoort uit de familie van de Lernanthropidae. De wetenschappelijke naam van de soort is voor het eerst geldig gepubliceerd in 1822 door Blainville.